# Angara (brise-glace, 1900)
Pour les articles homonymes, voir Angara (homonymie).
Le Angara (en russe : «Ангара») est un ancien brise-glace à vapeur russe lancé en 1900. Il est maintenant navire musée à Irkoutsk en Sibérie, et l'un des plus anciens brise-glaces au monde, avec le suédois S/S Bore  de 1894 et le finlandais Tarmo  de 1907.

## Historique
Livré démonté, l' Angara a été monté dans le village de Listvianka et lancé sur le lac Baïkal le 25 juin 1900 pour servir à la construction du Chemin de fer transsibérien et du chemin de fer Circum-Baïkal en 1906 avec le brise-glace Baïkal.

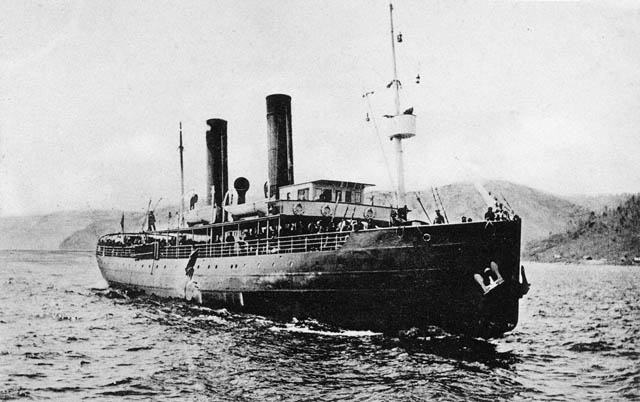
Angara

Par la suite, faute de fonds pour l'entretien de deux brise-glaces, le navire a été mis en entreposage et a été inactif pendant dix ans. En 1916, le brise-glace repart à l'occasion de la reprise du trafic sur le chemin de fer Circum-Baïkal. Après la Révolution d'Octobre de 1917, le navire a été nationalisé et converti pour le transport de passagers. Avec le déclenchement de la guerre civile russe, le navire était armé de deux canons de 6 pouces et de quatre mitrailleuses et a commencé à effectuer des raids pour détruire les troupes tchécoslovaques sur la côte du lac Baïkal.
À l'automne 1918, dans le cadre de la passation du pouvoir aux mains des Blancs, l'Angara revient sous le contrôle du passage du lac Baïkal et est désarmé. En mai, lorsque l'Armée rouge revient au Lac Baïkal, Angara fait du détachement de navires du Baïkal pour combattre les détachements des armées blanches d'Alexandre Koltchak et de Vladimir Kappel et le restera jusqu'en octobre 1922.

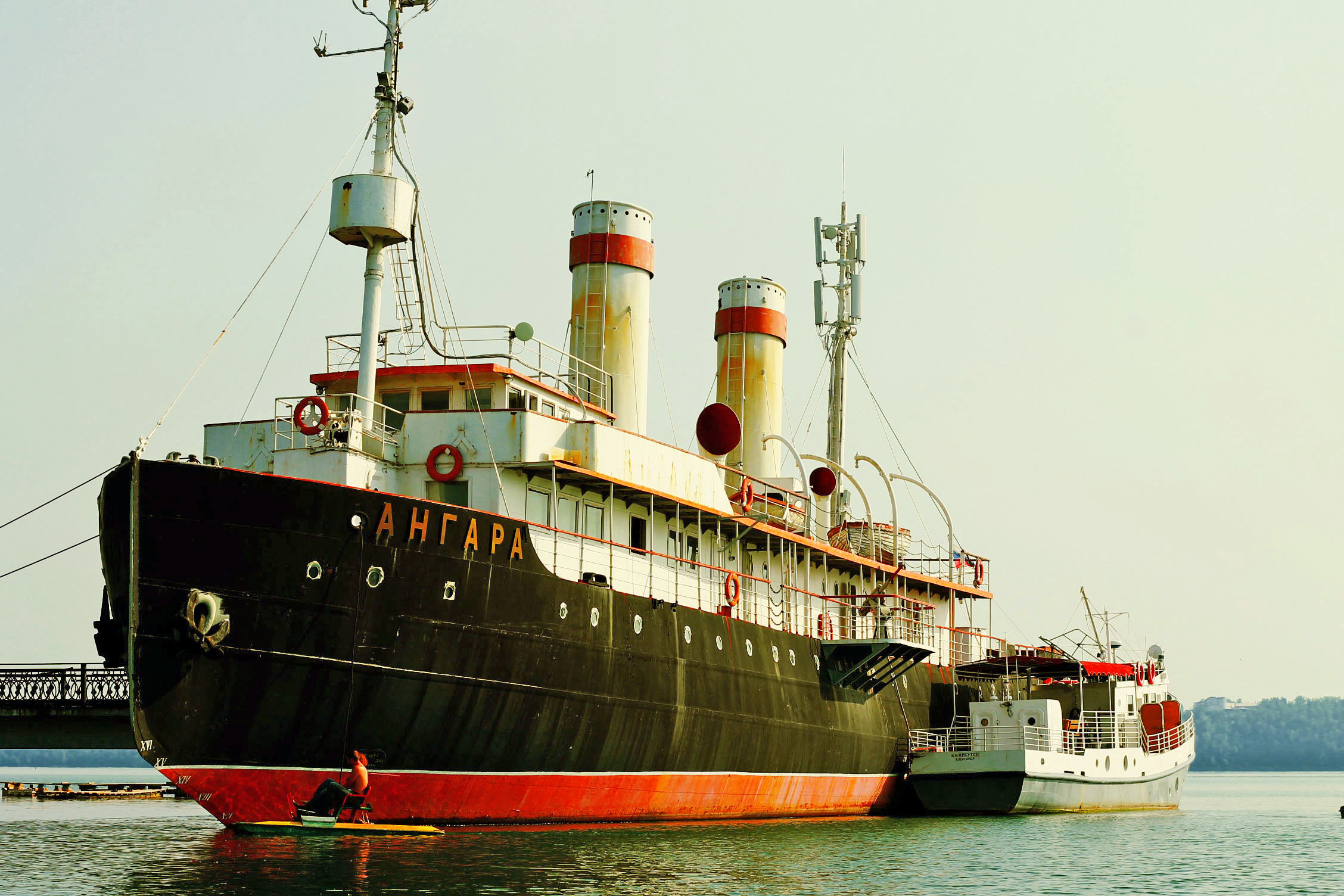
Angara

Le 25 décembre 1929, le brise-glace s'est endommagé en revenant de la baie de Kurbulik et a failli couler. En 1931-1932, en raison des dommages subis, le navire subit une révision majeure. La deuxième refonte majeure de l'Angara devait avoir lieu en juin 1941, reportée en raison du déclenchement de la Grande Guerre patriotique. Pendant la guerre, le brise-glace a transporté des barges avec du poisson et a fonctionné jusqu'en 1949, date à laquelle il a subi une deuxième révision majeure.
En raison de complications avec l'utilisation de l'ancienne cale de halage, Angara n'a pu naviguer qu'en juillet 1960. Cependant, deux ans plus tard, à l'hiver 1962, le navire a été exclu de la flotte en raison de l'usure du matériel. Jusqu'en 1967, le navire est resté à quai, plus tard il a été transféré au barrage d'Irkoutsk, où il a été utilisé par la branche locale de DOSAAF (Société volontaire d'assistance à l'armée, à l'aviation et à la marine de Russie). En 1975, cette société a abandonné le brise-glace dans l'une des baies du barrage d'Irkoutsk.

## Galerie

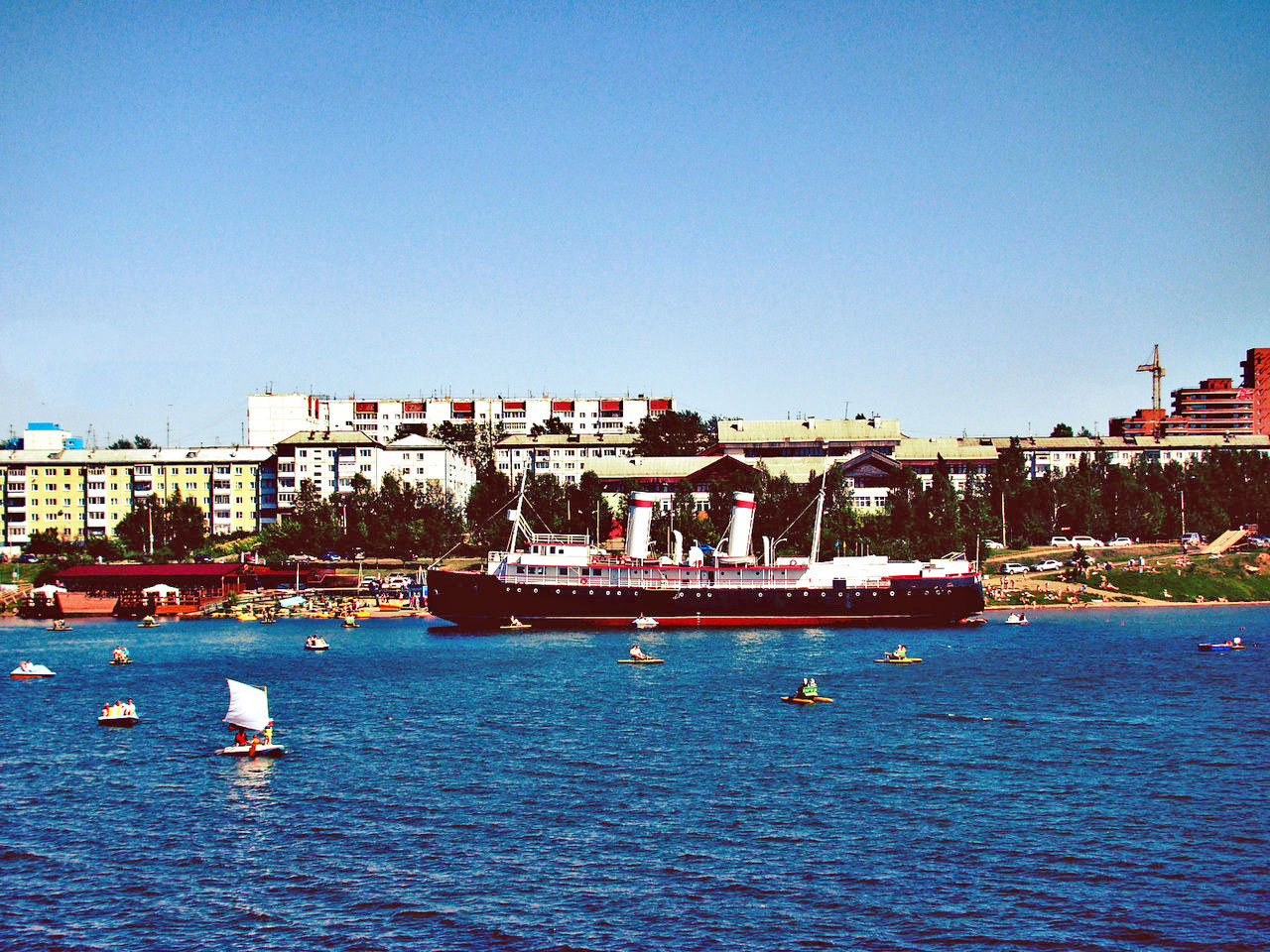
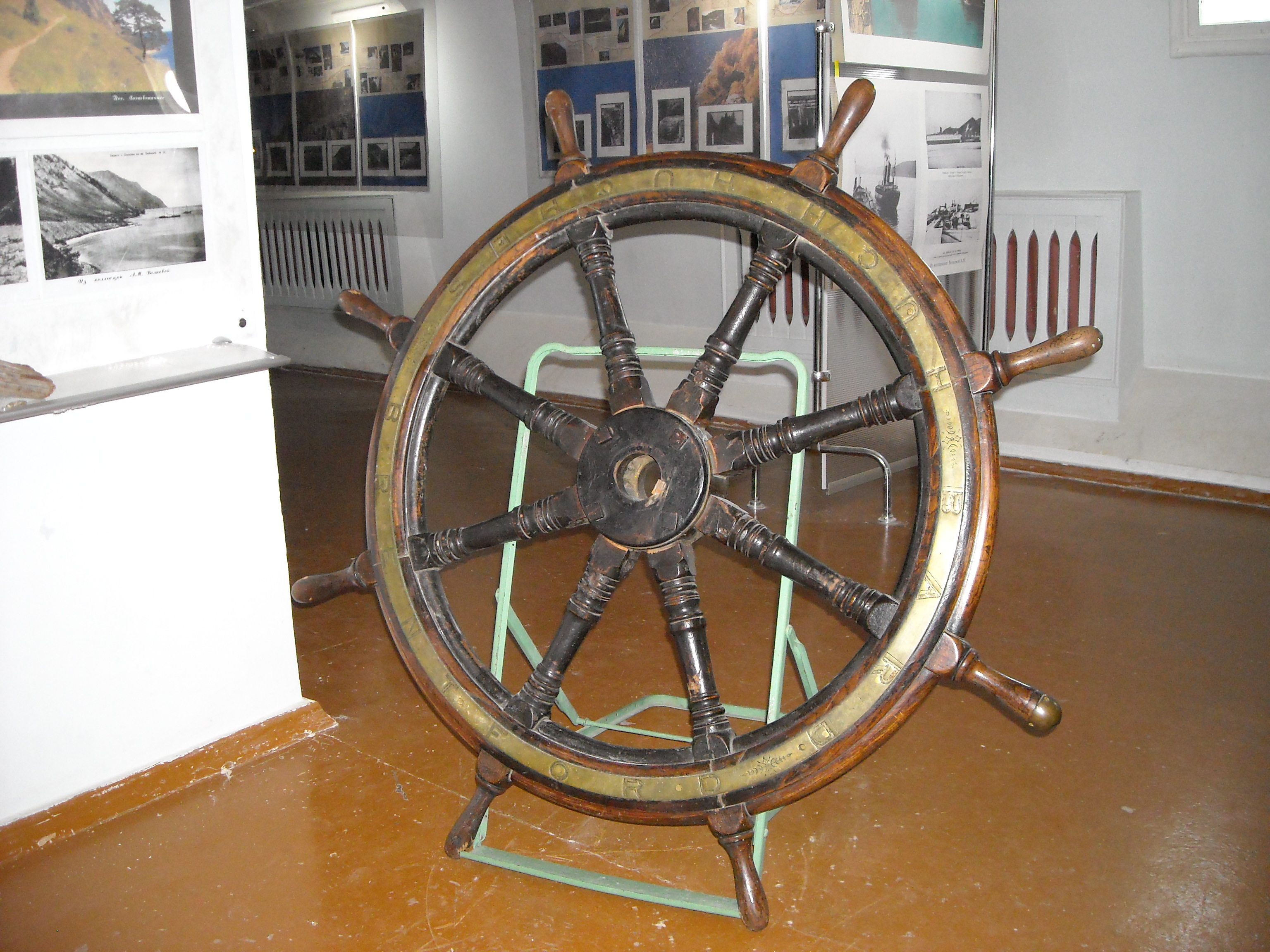
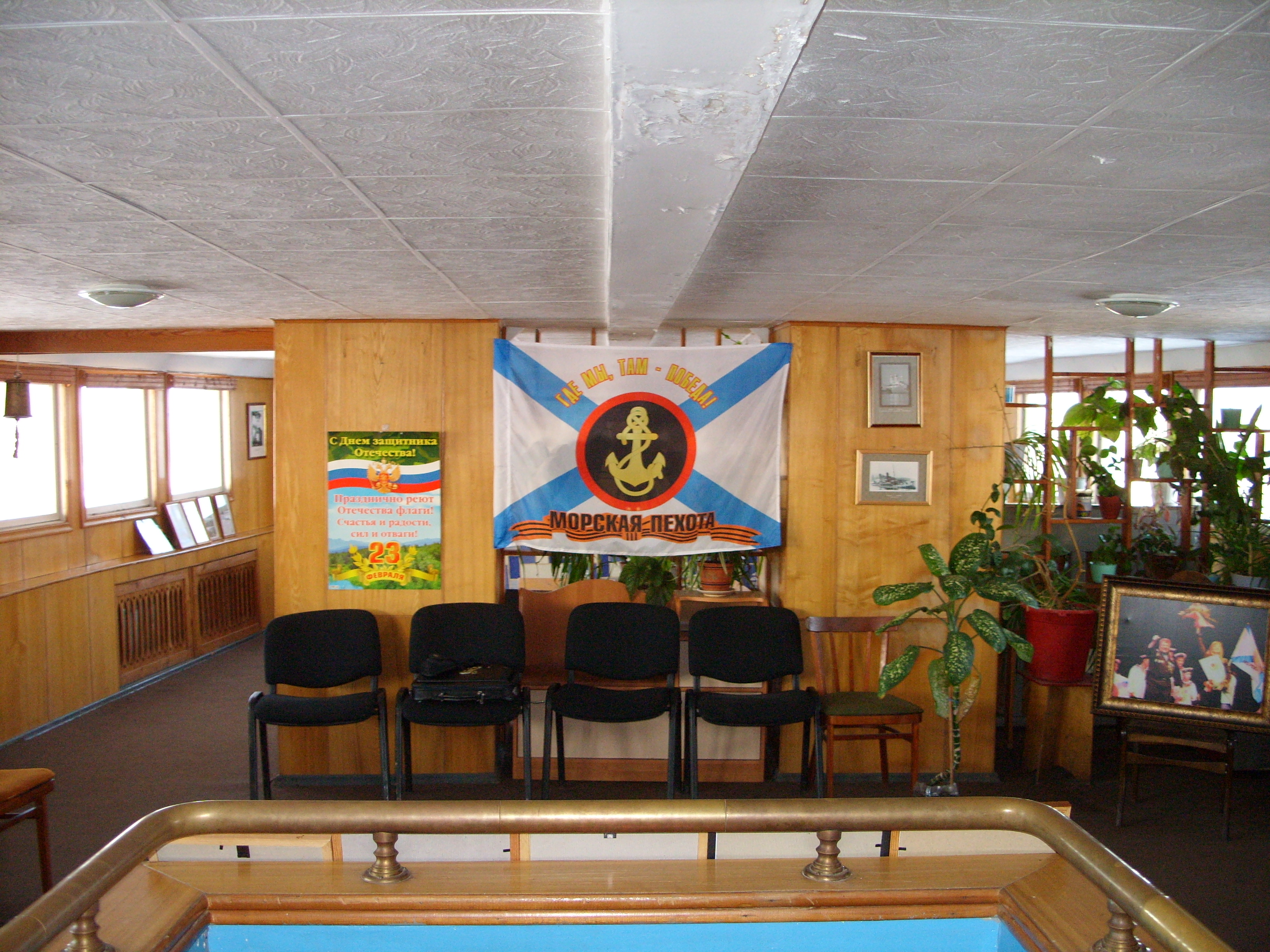

## Préservation
En 1979, le navire a été remorqué jusqu'à la centrale hydroélectrique d'Irkoutsk dans la ville d'Irkoutsk afin d'organiser une branche du musée régional des traditions locales. Mais, étant toujours immobilisé en 1983, à la suite d'un incendie criminel, le navire a presque complètement brûlé et était dans un état semi-immergé jusqu'en 1987, lorsque, à l'initiative de la Société panrusse pour la protection de Monuments Historiques et Culturels (VOOPIiK), il a été décidé de restaurer le navire et de le transformer en musée. Les travaux ont duré trois ans et le 5 novembre 1990 Angara a été mis en exposition au barrage d'Irkoutsk où il a été prévu d'organiser sur l'Angara un musée "Porte du Baïkal" .